# 首爾大公園

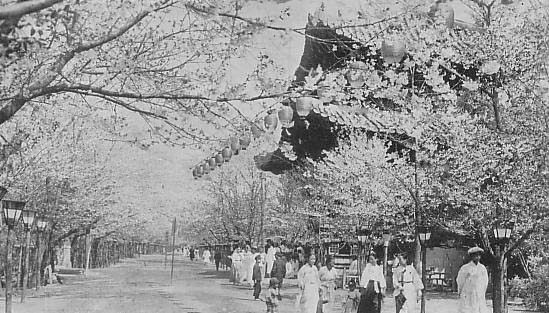
昌慶苑的櫻花並木 (1930)

首爾大公園（韓語：서울대공원）是一座內有動物園及主題樂園的複合式公園，位於韓國京畿道果川市。

## 历史
1909年日本轄朝鮮統監府將1829年火災焚毀的漢城昌慶宮改造為動物園、植物園和博物館，改稱京城李王職昌慶苑動物園，通稱昌慶苑（日語仮名：しょうけいえん），是朝鮮半島首座動物園，亦是春天賞櫻名所，成為京城府的名勝，被視為向因日韓合併而退位的朝鮮純宗示好。1984年5月1日，南韓政府將動物園遷至南邊的京畿道果川市，但由漢城跨區代管，1985年植物園遷入，1986年新建國立現代美術館，1988年新建主題樂園首爾樂園，現今四者統稱首爾大公園。大公園距首爾江南僅10公里，且與首爾地鐵直通。

## 交通
鐵路
●首都圈电铁4号线：首爾大公園站

## 相關電視節目
- 2018年8月9日 MBC 《公司食堂》EP3

## 引用文獻
1. ↑  東北藝術工科大学. .   [2017-05-27]. （原始内容存档于2020-03-12）. （页面存档备份，存于）

- 维基共享资源上的相關多媒體資源：首爾大公園